# Nemaliophycidae
Nemaliophycidae, podrazred crvenih algi iz razreda Florideophyceae. Pripada mu 890 vrsta u 12 redova. Ime je došlo po rodu Nemalion

## Redovi i broj vrsta
1. Acrochaetiales Feldmann   218
2. Balbianiales R.G.Sheath & K.M.Müller 2
3. Balliales H.-G.Choi, G.T.Kraft, & G.W.Saunders   7
4. Batrachospermales Pueschel & K.M.Cole   257
5. Colaconematales J.T.Harper & G.W.Saunders   52
6. Corynodactylales G.W.Saunders, Wadland, Salomaki & C.E.Lane 1
7. Entwisleiales F.J.Scott, G.W.Saunders & Kraft   1
8. Nemaliales F.Schmitz   283
9. Ottiales K.P.Fang, F.R.Nan & S.L.Xie 2
10. Palmariales Guiry & D.E.G.Irvine   48
11. Rhodachlyales G.W.Saunders, S.L.Clayden, J.L.Scott, K.A.West, U.Karsten & J.A.West   3
12. Thoreales K.M.Müller, Sheath, A.R.Sherwood & Pueschel   16